# Ново-Закамская оборонительная линия

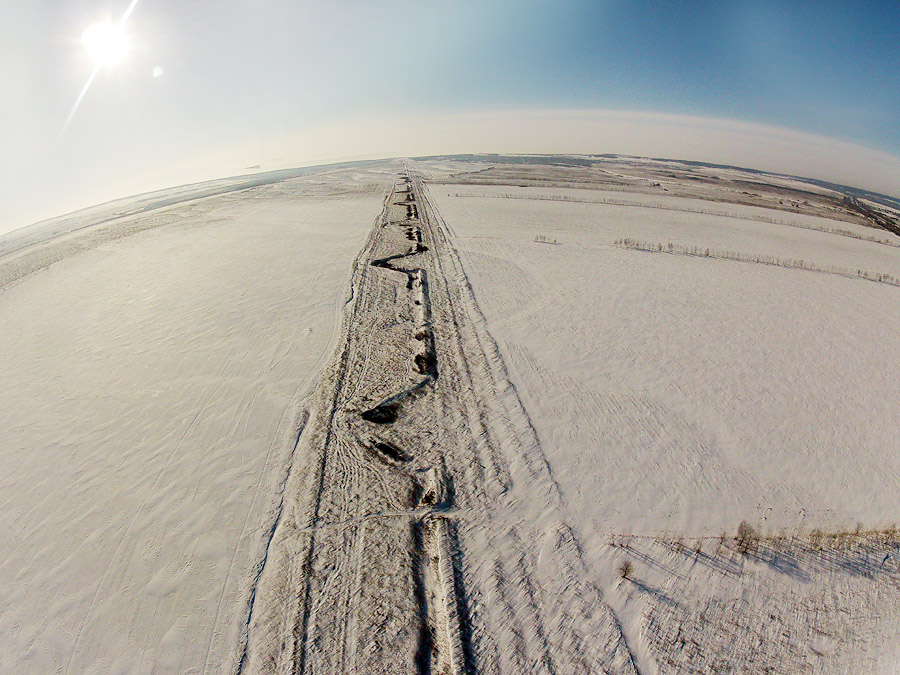
Вал Ново-Закамской оборонительной линии с воздуха. Район села Красный Яр Самарской области.

Ново-Закамская оборонительная линия (Исторический вал) — система оборонительных укреплений на территории современных Самарской области и Республики Татарстан, построенная в 1730-х годах для защиты поселений и тогдашних границ России.
В 1743 году с сооружением Оренбургской укреплённой линии значение Ново-Закамской линии сильно упало.

## Строительство
Строительство Старой Закамской засечной линии было завершено в 1657 году. Эта линия многократно прорывалась ногайцами и башкирами, и чтобы укрепить границу и расширить территорию, Пётр I задумал возвести новую линию укреплений. В 20-х годах XVIII века калмыки сумели покорить большую часть киргизской орды. Опасаясь нападений калмыко-башкирских отрядов, русское правительство предприняло ряд действий: укрепление старой засечной черты и строительство нового оборонительного рубежа для защиты от набегов.

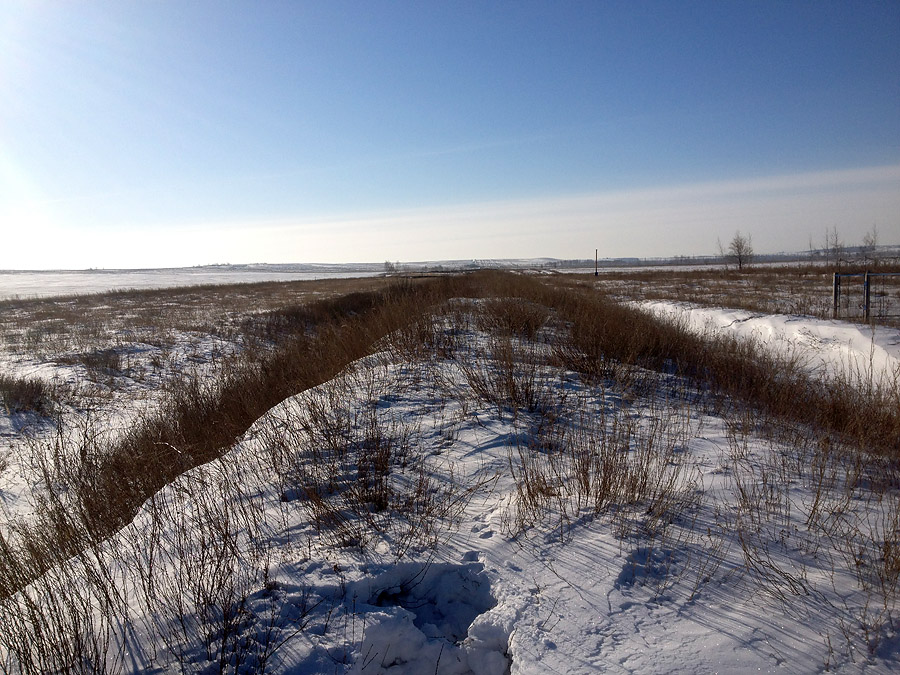
Земляной Вал Ново-Закамской оборонительной линии. Вид с земли.

Пока же строительство новой линии не началось, охрана границы была усилена: в летнее время в укреплениях по Черемшанской линии для «предосторожности от набегов неприятельских» вводились полки регулярной армии. Только в 1728 году на линии несли службу Луцкий, Вологодский, Нарвский драгунские и Казанский гарнизонный полки. Позднее к ним присоединился Невский полк. Несколько лет на черемшанских форпостах находился и Казанский драгунский полк. Кроме того, 250 казаков несли охранную службу в летний период.
Строительство новой линии началось уже при Анне Иоанновне. В 1731 году указом Сената казанскому губернатору было предписано выделить для работы 3 000 жителей, проживающих поблизости, и положить им «на корм» по 30 алтын в месяц. Обеспечение инструментом также легло на казанского губернатора. Для охраны были выделены бывшие служилые люди, из которых сформировали 4 ландмилицейских полка.
Разработка проекта, изготовление планов и чертежей были поручены тайному советнику Ф. В. Наумову, ему в помощь был определен И. П. Оболдуев, которого вскоре заменили бригадиром Друмантом. Окончательное решение о начале строительства было принято 26 апреля 1732 года. Императрица дала указ Сенату, в котором определяла расположение будущей линии. Предполагалось, что общая протяженности линии составит около 320 вёрст. Начинаться она должна была от Алексеевской крепости и по рекам Сок и Кондурча в стороне северо-запада выйти к Каме в районе Мензелинска. Канцелярия строительства находилась в Самаре.

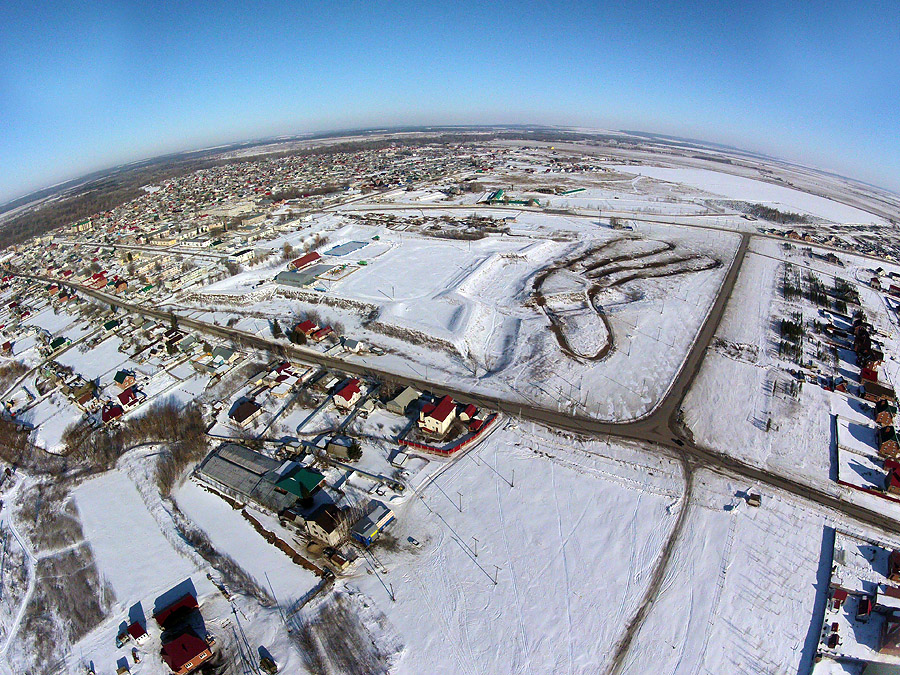
Остатки крепости в селе Красный Яр Самарской области. В центре крепости построено футбольное поле и несколько зданий, рядом с крепостью мотоциклетный трек.

В строительстве принимало участие до 15 000 крестьян Казанской губернии, работавших в две смены. Первая смена работала с 1 мая по 15 июля, вторая — по 1 октября. Для охраны строительства было направлено три драгунских полка. В 1735—1736 годах было принято решение не строить редуты между реками Кичуй и Зай, у села Русский Акташ и на правом берегу реки Лесной Зай, а закончить линию у реки Кичуй. Уже начала работать Оренбургская экспедиция, а после основания Оренбурга и других городков Ново-Закамская линия оказывалась внутри территории.

## Заселение
В сформированные ландмилицские полки переводили «неположенных в оклад служилых людей» укреплений старой закамской черты. Из них было сформировано 2 конных полка (Билярский и Шешминский). Два других полка (Сергиевский конный и Алексеевский пеший) были сформированы «из прежних служб служилых людей, положенных в подушный оклад»: после окончания Северной войны многие служилые люди были переведены в крестьяне с обложением подушной податью. Так было и в пригородах старой Закамской засечной черты. Их-то и вновь исключили из подушных списков, так как вновь приняли на службу: «государственными крестьянами их не писать и не называть, а быть им, по-прежнему, в службе».
Таким образом, ландмилицкие полки формировались не из рекрутов. а из однодворцев, отставных солдат, городовых казаков и прочих жителей прежней засечной черты. Набор в полки проходил медленно, о чём свидетельствует указ от 4 июля 1735 г. об
укомплектовании полков и сыске сбежавших из них нижних чинов. На формирование и содержание этих полков из казны было отпущено около 48000 руб.
Предполагалось, что ландмилиция будет жить в военных поселениях, получив пахоты и угодья, с которых и должны были кормиться офицеры и солдаты. Рядовые должны были получить от 22 до 55 десятин земли. Кроме того земли отводились под дома офицеров и священников, церкви, полковые канцелярии. Поселения в целях безопасности должны были быть довольно крупными — в 100 и более дворов. Всё время строительства линии ландмилицские полки находились на старой засечной черте и опирались на денежное и хлебное довольствие, а не на ведение хозяйства. Они получали определенное жалование, впоследствии приравненное к жалованию гарнизонных войск. А провиант полагался лишь в случае дальних походов.
По штату 1736 года каждый из конных ландмилицских полков состоял из 10 рот, а пеший из 8. В конном полку было 37 офицеров, 73 унтер-офицеров, 920 рядовых и 31 нестроевой чин; в Алексеевском пешем полку: 31 офицер, 61 унтер-офицер, 1152 рядовых, 25 нестроевых. Всего в Закамской ландмилиции было 142 офицера и 3912 нижних чинов. Кроме того, в каждом полку имелись священник и лекарь, а также по штату состояло до 50 школьников. Таким образом, численный военного состава ландмилиции составила чуть более 4000 человек.

## Значение
Постепенно Ново-Закамская оборонительная линия из пограничной стала юго-восточным пределом Казанской губернии. Из-за строительства новой Оренбургской пограничной линии эта линия стала бесполезной. В декабре 1737 года на «генеральном совете» собранном в Самаре начальником Оренбургской экспедиции В. Н. Татищевым Ново-Закамская оборонительная линия была признана ненужной. Было решено и впоследствии подтверждено указом императрицы от 15 февраля 1738 г., что все ландмилицкие полки, а также инженерные и артиллерийские служители со всею артиллерией должны быть переведены на новую линию. В 1739 году было решено переселить на новую линию и жителей поселений, не так давно переселенных со старой Закамской черты. Ответственный за переселение бригадир Бардукевич докладывал в 1747 году, что «оных пригородков служилые люди все поголовно уже переведены на новые их дачи к Оренбургской линии».
Во время Пугачевского бунта отдельные опорные пункты линии использовались правительственными войсками, а Алексеевская крепость примкнула к восставшим.

## Укрепления

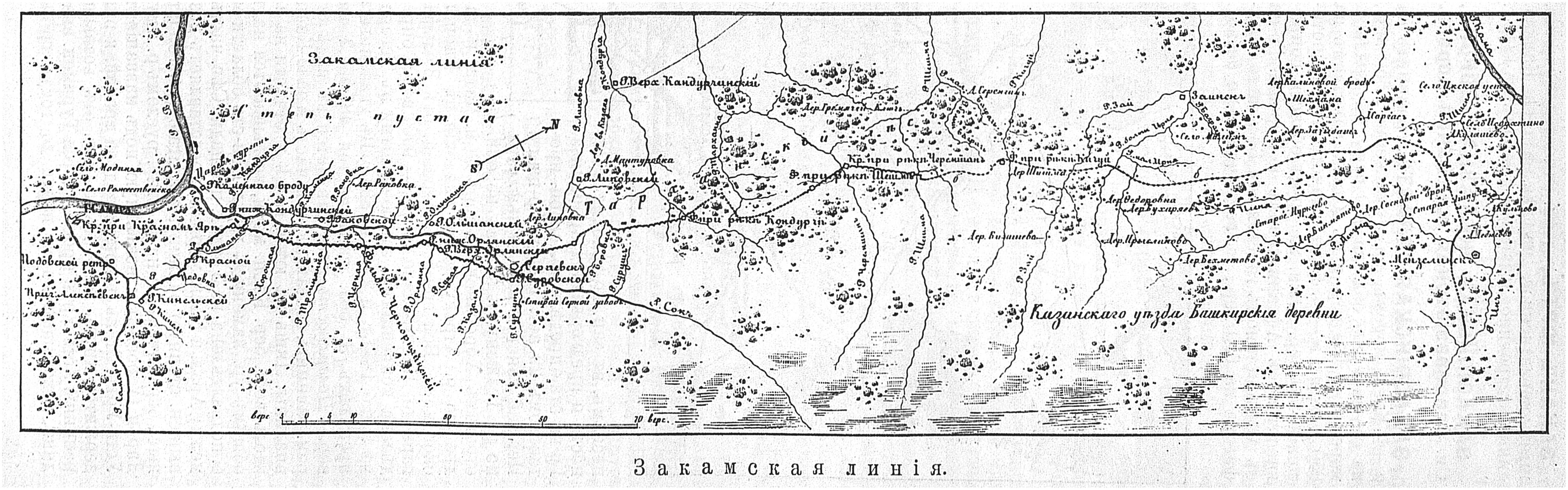
Закамская линия в 1745 году (рис. из «Военной энциклопедии»)

Линия представляла собой ров и земляной вал высотой до 4 метров. Через каждые 10—12 километров стояли крепости или редуты. Начиналась линия от Алексеевской крепости и шла к Красноярской крепости, далее по реке Сок до Сергиевска. Через Тарханский лес засеки шли до реки Кичугий и далее до Камы. Самый сильноукрепленный участок — от Самары до Сергиевска.
Общая длина укреплений 230 километров (180 из них в Самарской области)
 из них 3/4 был земляной вал. Укрепления были привязаны к местности, почти все фельдшанцы находились у рек, текущих внутрь. Через каждые 300—350 метров вал дополнительно укреплялся реданами.
Всего в 1734—1736 годах на Новой-Закамской линии было поселено 4212 человек (2 652 конных и 1 560 — пеших).
Помимо них привлекалось окрестное население (1 человек с трех дворов в радиусе 15 километров от линии и 1 человек с 5 дворов в радиусе 20—25 километров). Местное население также участвовало в ремонте укреплений.
| Название                  | Другое название          | Месторасположение               | Год  | Гарнизон                                                                                      |
| ------------------------- | ------------------------ | ------------------------------- | ---- | --------------------------------------------------------------------------------------------- |
| Алексеевская крепость     |                          |                                 | 1735 | 4 конных роты Сергиевского полка (408 человек) 1 пешая рота Алексеевского полка (156 человек) |
| Красный редут             |                          | 53°23′31″ с. ш. 50°27′21″ в. д. |      |                                                                                               |
| Красноярская крепость     |                          | 53°29′49″ с. ш. 50°24′07″ в. д. | 1734 | 4 конных роты Сергиевского полка (408) 1 пешая рота Алексеевского полка (156)                 |
| Раковский редут           | Хороший редут            | 53°35′23″ с. ш. 50°36′11″ в. д. | 1735 | 1 конная рота Сергиевского полка (102) пеших рот нет                                          |
| Чернореченский фельдшанец | Чернореченский редут     | 53°42′24″ с. ш. 50°46′38″ в. д. | 1734 | 1 конная рота Сергиевского полка (102) 2 пеших роты Билярского полка (312)                    |
| Нижнеорловский редут      |                          | 53°49′30″ с. ш. 50°54′15″ в. д. |      |                                                                                               |
| Верхнеорловский редут     |                          |                                 |      |                                                                                               |
| Сергиевская крепость      | Сургутский редут         | 53°56′08″ с. ш. 51°10′33″ в. д. | 1735 | 3 конных роты Билярского полка (306) 1 пешая рота Алексеевского полка (156)                   |
| —                         | редут                    |                                 |      |                                                                                               |
| крепость Кондурча         | Кондурчинский фельдшанец | 54°18′06″ с. ш. 51°20′06″ в. д. | 1734 | 1 конная рота Шешминского полка (102) 2 пеших роты Билярского полка (312)                     |
| Черемшанская крепость     |                          | 54°39′24″ с. ш. 51°31′04″ в. д. | 1735 | 3 конных роты Шешминского полка (306) 1 пешая рота Алексеевского полка (156)                  |
| Шешминская крепость       | Шешминский фельдшанец    | 54°44′02″ с. ш. 51°46′14″ в. д. | 1736 | 3 конных роты Шешминского полка (306) 1 пешая рота Алексеевского полка (156)                  |
| Кичуйский фельдшанец      |                          | 54°53′14″ с. ш. 51°59′30″ в. д. | 1736 | 1 конная рота Шешминского полка (102) 1 пешая рота Алексеевского полка (156)                  |